# Räddningsprocent
Räddningsprocent är ett mått på hur bra en målvakt är inom bland annat innebandy, ishockey och handboll. Räddningsprocenten räknas ut genom att man delar antalet räddningar med antalet skott mot mål och får en andel som anges i procent. I Svenska Hockeyligan kan en målvakt under en säsong få ta emot 1 450 skott. En procentenhets skillnad i andel räddade mål kan alltså göra 14–15 måls skillnad och vara avgörande för ett lags framgång. Inom ishockey har de bästa målvakterna en räddningsprocent på över 92 och en mer normal målvakt ligger mellan 90 och 91. Räddningsprocent är inte den enda faktorn för att avgöra hur bra en målvakt är. Två andra begrepp är Goals Against Average och Goals Saved Above Average.